# Abram Topor
Abram Jechiel Topor (ur. 24 lutego 1903 w Warszawie, zm. 9 października 1992 w Paryżu) – żydowski malarz polskiego pochodzenia tworzący we Francji. Był ojcem Hélène d` Almeida-Topor, doktor historii na Sorbonie i afrykanistki oraz Rolanda Topora, pisarza i reżysera. Jego wnukiem jest francuski historyk Fabrice d'Almeida.

## Życiorys
W 1925 ukończył naukę na Wydziale Rzeźby w warszawskiej Szkole Sztuk Pięknych, gdzie studiował w pracowni prof. Tadeusza Breyera. W 1929 wystawił swoje prace na wystawie zbiorowej absolwentów. jedna z jego rzeźb uzyskała drugą nagrodę a Abram Topor otrzymał stypendium państwowe umożliwiające mu roczny wyjazd do Francji i kontynuowanie nauki w École des Beaux-Arts. W 1930 postanowił pozostać w Paryżu, sprowadził tam i poślubił swoją narzeczoną Zlatę Binsztok, która pracowała jako hafciarka. Niestety kryzys początku lat 30. sprawił, że pomimo ukończonych studiów artystycznych zmuszony był wyjechać do Lotaryngii, gdzie podjął pracę tapicera w firmie naprawiającej wagony kolejowe. W 1932 urodziła się córka Hélène, w tym okresie ze skrawków miedzi tworzył małe płaskorzeźby. W drugiej połowie lat 30. przeniósł się z rodziną do Paryża, zamieszkali w XIII dzielnicy, gdzie Abram Topor prowadził zakład kaletniczy, a w wolnych chwilach malował i rzeźbił, w 1938 urodził się syn Roland.
W 1941 został aresztowany i uwięziony w obozie dla jeńców żydowskich w Pithiviers, latem 1942 podczas prac polowych dzięki pomocy żony udało mu się uciec. Wyjechali do południowej Sabaudii i przebywali tam do końca II wojny światowej. Po powrocie do Paryża poświęcił się artystycznej pasji, malował i rzeźbił, tworzył też linoryty. Tematem jego obrazów były krajobrazy okolic podnóża Morvan oraz widoki wioski Breuil, gdzie spędzał miesiące letnie. Dopiero w 1971 w Galerie Benézit miała miejsce jego pierwsza wystawa indywidualna.

## Wystawy
- Galerie Benézit, Paryż 1971;
- Musée de Laval, 1973;
- Galerie Marquet et à Bruxelles, Galerie Michel Vokaer, Paryż 1974;
- Centre d'Art Contemporain, Flaine 1976;
- Wystawa zbiorowa "La Bicyclette", Musée de Pontoise 1976;
- Galerie Marquet, Paryż, 1977;
- Wystawa zbiorowa "Les Naïfs", organizatorem był Max-Pol Fouchet, Mairie du Vésinet 1979;
- Galerie Marquet, Paryż 1979;
- Wystawa zbiorowa "Panique Universelle", Maison de la Culture, Rennes 1980;
- Wystawa w Kolonii w Galerie Zwirner; w Amsterdamie w Galerie Theeboom oraz w Monachium w Galerie Charlotte 1981;
- Wystawa zbiorowa grupy "Le Baiser", Galerie Jean Briance, Paryż 1982;
- Galerie Sonia Zannettacci, Genewa 1982;
- Galerie Alberto Giorgi, Mediolan 1983;
- Stedelijik Museum, Amsterdam 1984;
- Musée de Trouville, Trouville 1985;
- Galerie Sonia Zannettacci, Genewa 1986;
- Galerie "Le Salon d'Art", Bruksela 1987;
- Galerie des Ambassades, Paryż 1988;
- Musée de Munich, Monachium 1988.